# He will not divide us

He will not divide us (« Il ne nous divisera pas ») est une performance lancée par le trio d'artistes LaBeouf, Rönkkö & Turner (en) le 20 janvier 2017, lors du début du mandat de Donald Trump comme président des États-Unis,.

## La performance

### New York
Une caméra et un micro enregistrent en permanence les personnes présentes dans l'espace public au niveau de l'entrée du Museum of the Moving Image, à New York. Ces personnes sont incitées à répéter la phrase « He will not divide us », faisant référence à la controverse entourant le nouveau président Trump. La vidéo est diffusée en direct et en continu sur Internet. La performance doit durer quatre ans, soit l'entièreté du mandat prévu de Donald Trump.
Les supporters de Trump, des trolls de 4chan, des Proud Boys et des membres du College Republican National Committee (en), suivent de près cette performance. Le 26 janvier 2017, à la suite d'une altercation avec un homme de 25 ans qui fait partie du camp des protestataires anti-Trump,, Shia LaBeouf est arrêté en direct avant d'être remis en liberté. Shia LaBeouf est accusé de voie de fait et va se présenter en cour le 4 avril 2017.
La caméra est éteinte par le musée le vendredi 10 février 2017, en raison de troubles à la sécurité publique.

### Albuquerque
La performance de Shia Labeouf déménage le 18 février 2017, sur le mur du El Rey Theater d'Albuquerque, jusqu'à ce qu'à ce que des coups de feu retentissent et forcent à quitter Albuquerque.

### Tennessee
Le 8 mars 2017, le livestream anti-Trump prend place dans un lieu tenu secret, où l'on voit un drapeau flottant au vent sur lequel est inscrit « He will not divide us ».
Les trolls de la section /pol/ de 4chan commencent à enquêter sur la localisation du nouveau site après que le jeune acteur ait été vu en train de manger dans un restaurant de Greenville, dans le Tennessee. Puis ils réussissent à obtenir une localisation assez précise en observant l'heure du coucher du soleil, la position des étoiles, les avions qui apparaissaient dans le champ de la caméra et Google Maps. Un membre de /pol/ se rend en voiture sur les lieux approximatifs et klaxonne jusqu'à ce qu'on l'entende sur le livestream.
Le magazine Vice écrit que « le drapeau a finalement été découvert sur un terrain privé, à proximité d'une maison appartenant à un pauvre hère visiblement pas conscient de ce qui se tramait à côté de chez lui. Là, des membres de 4chan vivant dans le Tennessee ont enfin réussi l'un des plus grands coups de l'histoire de l'imageboard : capturer le drapeau, comme dans les meilleurs jeux vidéo. Et bien sûr, ils l'ont remplacé par une casquette à l'effigie de Trump et un T-shirt Pepe the Frog ».

### Liverpool
En mai 2017, le drapeau est exposé quelques jours à Liverpool, en dehors des États-Unis, à la Foundation for Art and Creative Technology. La encore, la section /pol/ de 4chan a tenté d'accéder au drapeau. Après une tentative quasiment aboutie, les autorités ont décidé de retirer le drapeau pour rétablir l'ordre public.

### Lieu inconnu
Après cinq mois d'arrêt, le direct reprend le 14 août 2017 dans un lieu neutre et inconnu où l'on ne voit qu'un drapeau blanc arboré du slogan « He will not divide us » accroché sur un mur blanc et neutre[réf. nécessaire].
Cependant les membres de la section /pol/ de 4chan se mirent, de nouveau, en quête de ce drapeau. En observant que la lumière n'était pas artificielle, ils ont pu trouver le fuseau horaire dans lequel était situé le drapeau (UTC+1). Grâce à cette information, couplé au fait que Luke Turner habite à Londres, les membres de 4chan ont pu trouver le drapeau en 3h58.

### Nantes
À partir du 16 octobre 2017, le drapeau est exposé à Nantes, au Lieu Unique, au sommet de la Tour LU. Dans la nuit du 23 au 24 octobre 2017, soit une semaine après son installation, un drone muni d'un bras mobile enflammé tente de brûler le drapeau, sans succès, ce dernier étant sûrement ignifugé.

### Łódź
Le 8 mai 2018, la performance continue au Muzeum Sztuki dans le cadre de l'exposition Peer-to-Peer. Collective Practices in New Art.